# Transfer (film, 2010)
Pour plus de détails, voir Fiche technique et Distribution.
Pour les articles homonymes, voir Transfer.
Transfer signifiant en allemand « transfert » est un film de science-fiction allemand produit par Jeff Broadstreet (de) et écrit par Gabi Blauert, Damir Lukacevic (de) et Elia Barceló (de). Le film est réalisé par Damir Lukacevic (de) et met en vedette Jeanette Hain, Hans-Michael Rehberg, Ingrid Andree et B. J. Britt. Le film a été tourné en langue allemande à Berlin (Allemagne) et au Lac de Constance à Baden-Württemberg et a été diffusé le 23 septembre 2010.

## Synopsis
En Allemagne, le docteur Menzel de « Menzana », une société de biotechnologie allemande, offre à ceux qui veulent, un transfert de leurs souvenirs dans des corps de jeunes humains bien portants, et ainsi une seconde vie pendant quelques heures sur une durée de trois mois. On ne peut faire le transfert qu'avec son corps d'origine vivant.
Hermann et Anna Goldbeck, un couple très aisé de septuagénaires allemands n'envisageant pas la mort mais désireux de prolonger leur vie, vont opter pour un changement de corps par transfert de conscience.
Les corps que le docteur Menzel leur propose sont Apolain, un Malien ayant un corps d'athlète et Sarah, une sublime nymphe d’Éthiopie. Les deux Africains pauvres, deviennent les corps de substitution du couple vieillissant riche. Mais Hermann et Anna n’ont que vingt heures par jour pour en profiter, les quatre autres heures permettent aux corps des deux allemands de reprendre leur propre esprit et de prendre les médicaments pour refaire le transfert de leur esprit. De même, les deux Africains prennent les médicaments pour endormir à nouveau leur esprit et ainsi laisser les souvenirs des septuagénaires prendre le contrôle de leur corps.
De façon inattendue, Hermann et Anna se servent d’Apolain et Sarah pour leur plaisir charnel, et cette dernière tombe enceinte.
Par amour pour Sarah, Apolain veut échapper à cette vie de captivité. Apolain manipule des capsules de drogue de Hernann et Anna pour tuer les deux blancs et les deux africains fuient. Mais Sarah se trahit devant le Dr Menzel. Sarah et Apolain sont capturés, subissent un lavage de cerveau pour reprendre le programme  «Transfert ».
Pendant le transfert de retour, le corps d’Hermann est trop faible et meurt, seule Anna survit.
À la fin de l'histoire, le nombre de transferts d’esprit est de 400, et le nombre d’enfants conçus de 23.

## Fiche technique
- Titre original : Transfer
- Réalisation : Damir Lukacevic (de)
- Cinématographie : Francisco Dominguez (de)
- Scénario : Gabi Blauert, Damir Lukacevic (de) et Elia Barceló (de).
- Musique : Enis Rotthoff (de)
- Pays de production :  Allemagne
- Langue : allemand
- Durée : 91 minutes
- Dates de sortie :
  - Chine : 15 juin 2010
  - France : 1er décembre 2010 (cinéma) ; 12 octobre 2012 sur Arte
  - Allemagne : 22 septembre 2011

## Distribution
- Hans-Michael Rehberg : Hermann Goldbeck
- Ingrid Andree : Anna Goldbeck
- Regine Nehy (de) : Sarah / Anna jeune
- B. J. Britt (VF : Serge Faliu) : Apolain / Hermann jeune
- Stefan Lisewski (de) : Dr Menzel Sr.
- Michael Klammer (de) : médecin (Arzt)
- Yemyo Klame : le jeune sur le bateau
- Jeanette Hain (VF : Laurence Dourlens) : Docteur Menzel
- Eric P. Caspar (de) (VF : Mario Pecqueur) : Werner
- Attila Borlan (de) : Quim, garde de sécurité
- Mehmet Kurtuluş (VF : Jérôme Rebbot) : Laurin
- Zana Marjanovic : l'assistante du docteur Menzel
- Viktor Pavel : le présentateur des informations de télévision
- Ulrich Voß (de) (VF : Vincent Grass) : Otto

 Source et légende : version française (VF) sur RS Doublage